# Ziębice (công xã)
Gmina Ziębice là một vùng đô thị-nông thôn (công xã) ở Ząbkowice Śląskie, Lower Silesian Voivodeship, ở phía tây nam Ba Lan. Khu vực hành chính của nó là Ziębice, nằm cách khoảng 16 kilômét (10 mi) về phía đông của Ząbkowice ląskie và 59 kilômét (37 mi) về phía nam thủ đô khu vực Wrocław.
Gmina có diện tích 222,24 kilômét vuông (85,8 dặm vuông Anh), và tính đến năm 2006, tổng dân số của nó là 18.254 (trong đó dân số Zibice lên tới 9.234, và dân số của vùng nông thôn của Gmina là 9.020).

## Gmina lân cận
Gmina Ziębice giáp với các Gmina của Ciepłowody, Kamieniec Ząbkowicki, Kamiennik, Otmuchów, Paczków, Przeworno, Strzelin và Ząbkowice ląskie.

## Làng
Ngoài Ziebice, các Gmina gồm các làng Biernacice, Bożnowice, Brukalice, Czerńczyce, Dębowiec, Głęboka, Henryków, Jasienica, Kalinowice Dolne, Kalinowice Gorne, Krzelków, Lipa, Lubnów, Niedźwiednik, Niedźwiedź, Nowina, Nowy Dwór, Osina Mala, Osina Wielka, Pomianów Dolny, Raczyce, Rososznica, skalice, Służejów, Starczówek, Wadochowice, Wigancice và Witostowice.